# Elettrostimolazione erotica

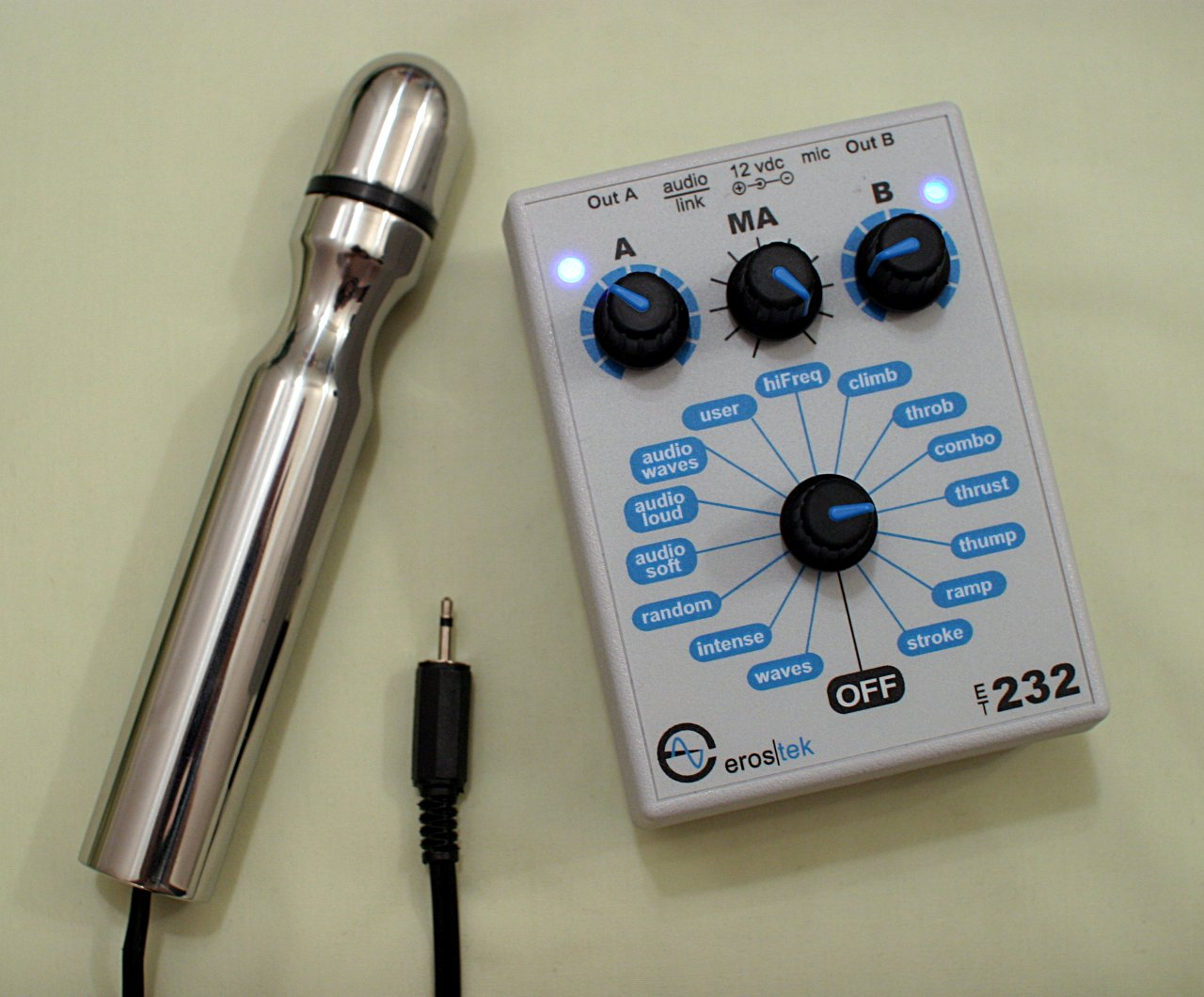
Applicazione di un elettrostimolatore

L'elettrostimolazione erotica, in inglese electroplay, è una pratica BDSM in cui si fa uso di piccoli impulsi elettrici per stimolare i genitali e/o altre parti del corpo. Può essere usata nell'ambito cock and ball torture o può rappresentare, più semplicemente, uno dei metodi per ottenere la masturbazione.

## La pratica

Una prolungata elettrostimolazione del pene o della prostata può portare ad un'eiaculazione spontanea

Per gli uomini l'elettrostimolazione erotica viene comunemente realizzata attraverso delle bande o guaine che avvolgono l'asta del pene veicolando gli impulsi elettrici. Vengono altresì utilizzati appositi anelli da apporre lungo il pene e sex toys scrotali (o "paracadute") che avvolgono lo scroto. Esistono inoltre particolari cateteri da introdurre all'interno dell'uretra e altri dispositivi adatti alla stimolazione rettale.

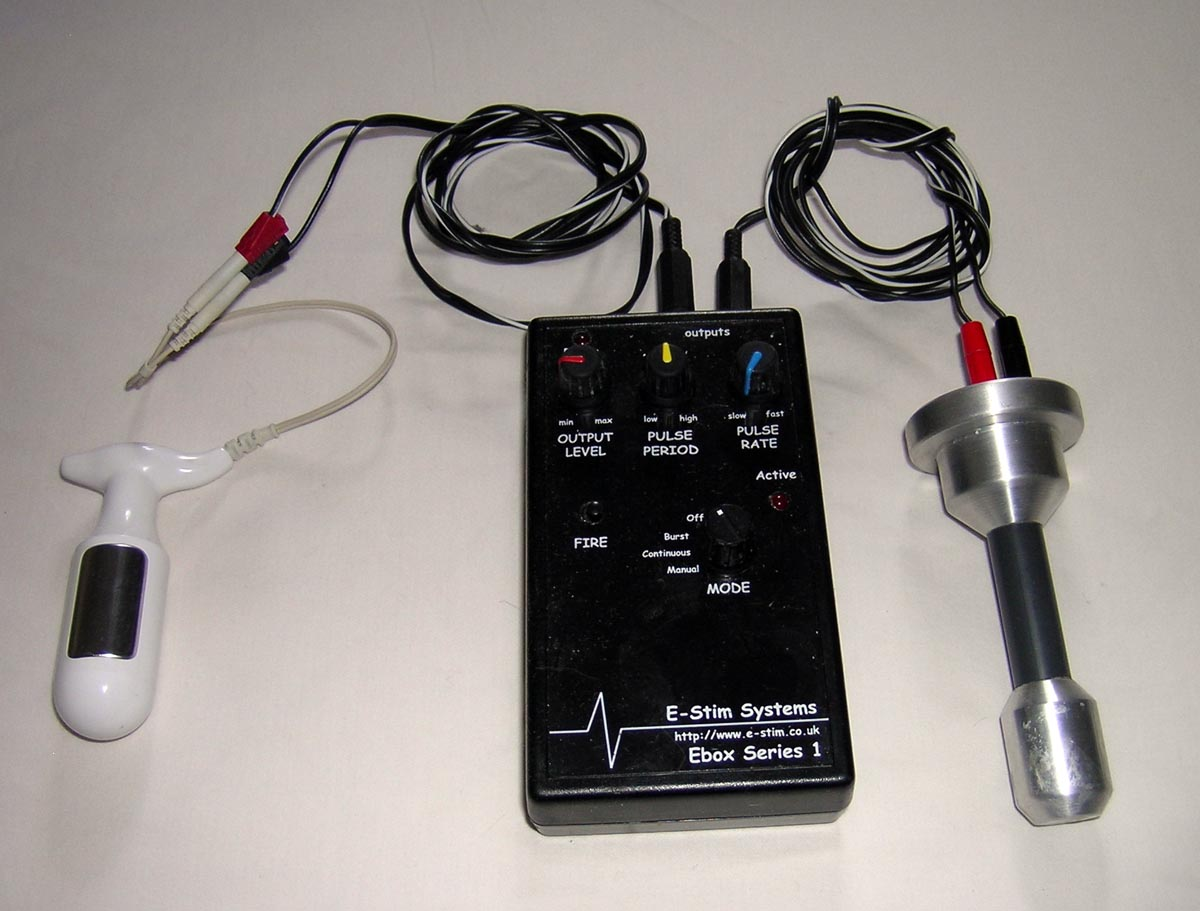
Plugs elettrici vaginale e anale

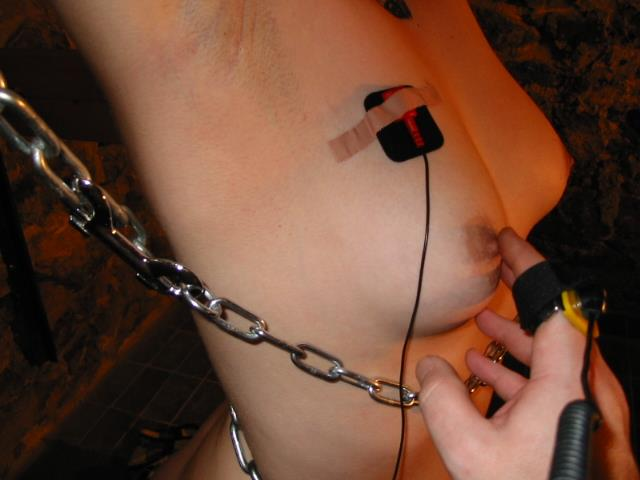
Elettrostimolatore transcutaneo adesivo posto sul seno di una donna (notare l'elettrodo posto sul dito in foto, l'elettricità passa attraverso quest'ultimo e viene scaricata, per contatto, sul capezzolo della donna)

Le donne possono usare delle sonde o altri tipi di elettrodi da inserire all'interno della vagina o del retto, oppure speciali pinze per la stimolazione vaginale esterna.

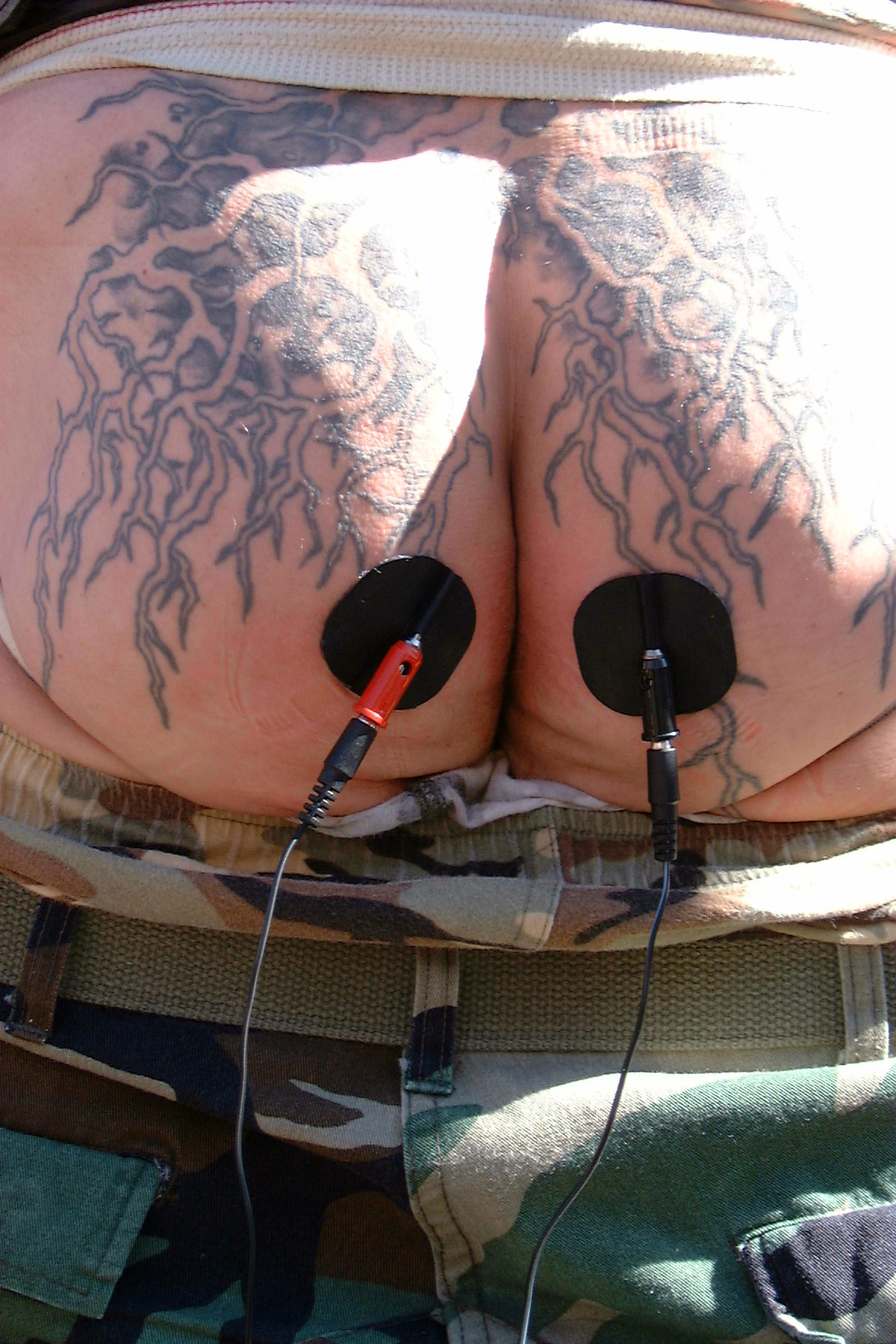
Elettrostimolatori transcutanei adesivi posti sulle natiche

Per entrambi i sessi, invece, esistono speciali elettrodi adesivi per la stimolazione transcutanea nonché pinze per la stimolazione dei capezzoli.

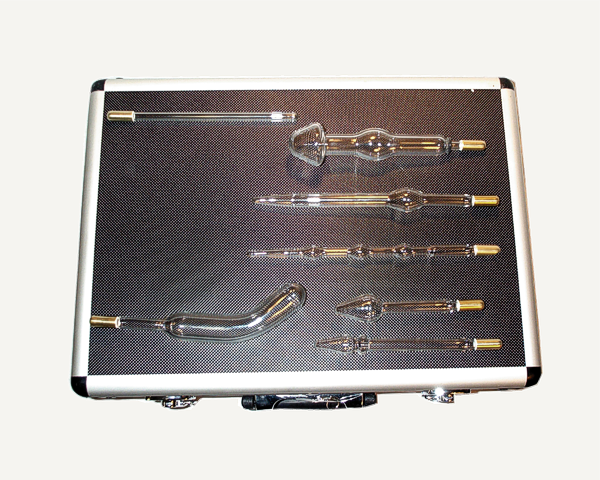
Alcuni bulbi per violet wand per la stimolazione interna (da inserire negli orifizi)

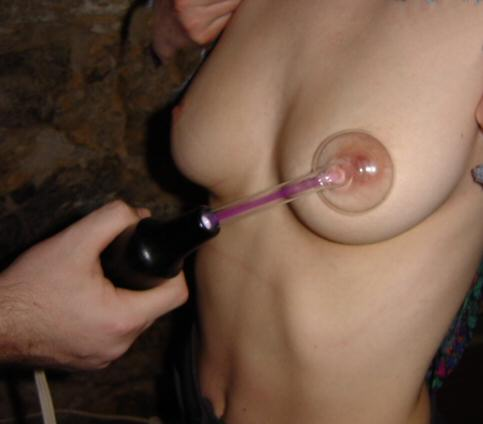
Elettrostimolazione di un capezzolo femminile tramite violet wand.

La corrente elettrica può essere erogata tramite dispositivi TENS o EMS che consentono di controllare l'intensità degli impulsi prodotti. Altro dispositivo particolarmente usato è la cosiddetta violet wand, una specie di "bacchetta" in grado di erogare corrente tramite una scarica all'interno della sua estremità costituita da un bulbo di vetro in cui è praticato il vuoto.

## Sicurezza
Uno dei problemi più comuni riscontrati durante l'elettrostimolazione consiste nel rischio di ustioni dovute a scarsa lubrificazione o contatto difettoso tra l'elettrodo e la superficie della pelle. Perfino con una corrente e una tensione elettrica relativamente basse permane il rischio di interferenza con la funzione cardiaca normale che potrebbe culminare in un arresto cardiaco; il rischio è maggiore per i portatori di pacemaker o per chi soffre di affezioni cardiache. A causa di tutto ciò è sconsigliata l'applicazione su parti del corpo poste al di sopra della vita.
Occorre affidarsi agli apparecchi appositamente creati per l'elettrostimolazione erotica, come quelli che si trovano nei sexy shop e che rispettano tutte le norme di sicurezza di prodotto, evitando di ricorrere a rischiosi congegni fai da te.